# F1 (австралійська граната)
Граната F1 — австралійська ручна граната, виробництво компанії Thales Australia.
Прийнята на озброєння в 2006 році для заміни M26. F1 — фугасна, протипіхотна граната з радіусом ураження від 6 - до 15 метрів. Граната важить 375 г і містить понад 4000 2,4-х мм сталевих кульок. Час запобіжника від 4,5 до 5,5 секунд. Thales Australia також виробляв F3 для навчання.

## Галерея

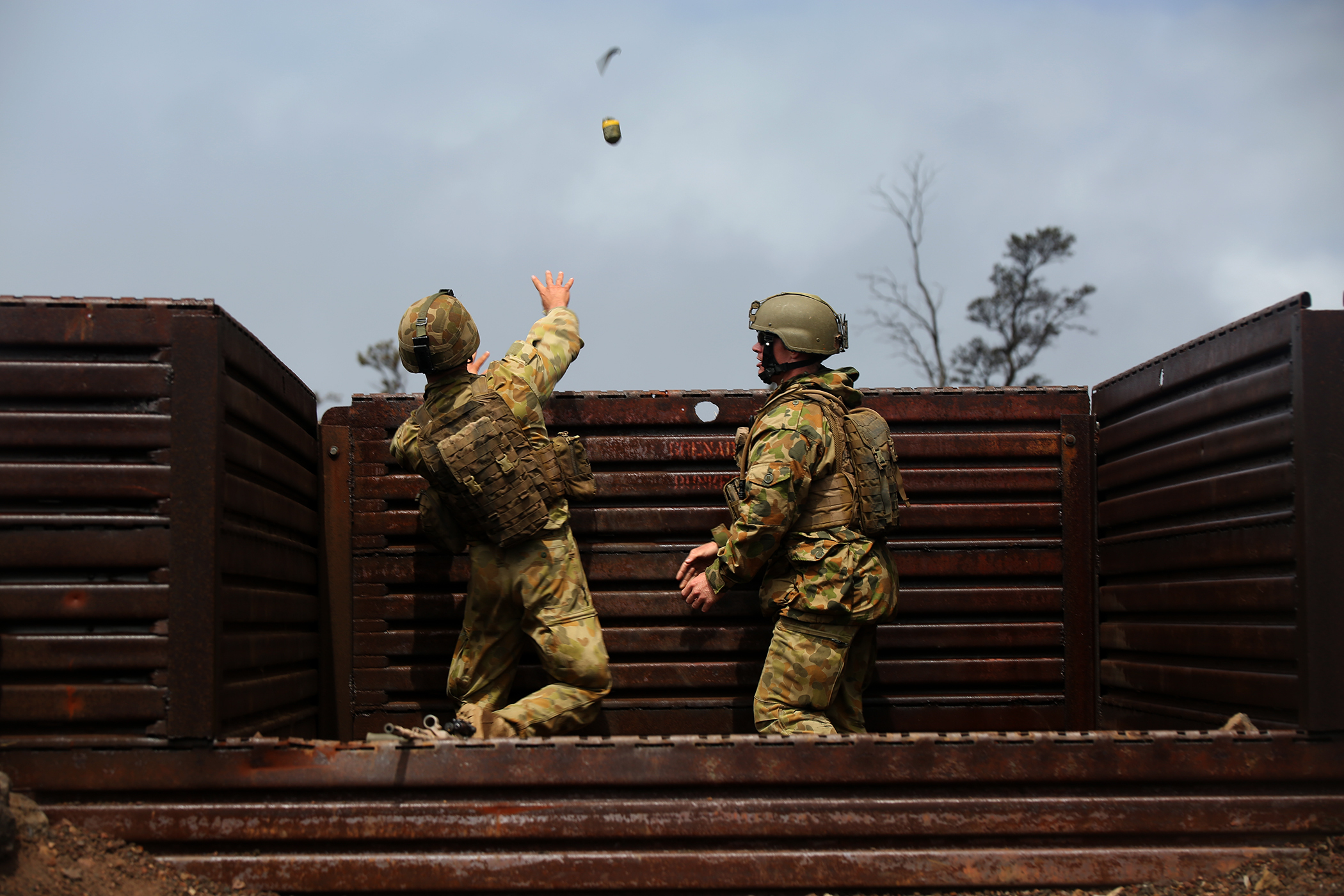
Австралійський солдат кидає гранату F1, 2014 рік.